# Petr Odehnal
Petr Odehnal (* 20. dubna 1975, Slavičín) je historik, spisovatel a literární kritik. Věnuje se regionálním dějinám, především oblasti jižního Valašska. Dále se zabývá poddanskou problematikou v raném novověku, světem okresního města v období 1850–1914, křesťanskými památkami (kostely, kaple, sochy, kříže, křtitelnice a zvony) dějinami židovské komunity a osobností architekta Huberta Gessnera. Je šéfredaktorem Vlastivědných kapitol z Valašskokloboucka a členem redakčních rad časopisů Valašsko – vlastivědná revue, ZVUK Zlínského kraje a Památky, Morava, byl také členem redakční rady již zaniklého časopisu Východní Morava. Vede edici Laterňa, vydávanou Městským muzeem Valašské Klobouky a Muzejním spolkem ve Valašských Kloboukách. Recenzuje také historickou a vlastivědnou produkci. V literární tvorbě se věnuje poezii, fejetonům, pověstem a pohádkám z Valašska a valašskému nářečí, mimo jiné do valaštiny přeložil knihu Malý princ. Své literární a literárně-kritické práce a recenze publikoval v časopisech Host, Tvar, Literární noviny, Weles, Psí víno, Texty, ZVUK či Valašsko – vlastivědná revue. Pracuje v Městském muzeu Valašské Klobouky. Žije ve Valašských Kloboukách.